# Lucille Ball
Lucille Désirée Ball (født 6. august 1911, død 26. april 1989) var en amerikansk skuespillerinde, mest kendt for sin rolle i situationskomedien Lucy Show (1951-57) og sine tre sitcoms bagefter.
Hun begyndte sin filmkarriere i 1932 og senere havde hun et populært radioprogram, My Favorite Husband. Ideen til Lucy Show kom fra radioprogrammet. Hendes mand, Desi Arnaz, spillede også hendes mand i Lucy Show (det var kontroversielt, fordi Arnaz var cubaner og Ball var amerikaner). Amerikanere elskede showet, og det var det højest ratede show i den sidste tv-sæson (1956-57). Hun spillede derefter i tre sitcoms (1962-68, 1968-74 og 1986).
Ball og Arnaz skilt i 1960; de havde to børn (Lucie, født 1951 og Desi Jr., født 1953). Hun var gift med Gary Morton  fra 1961 til sin død.